# Sainte-Colombe-sur-l'Hers
Sainte-Colombe-sur-l'Hers è un comune francese di 518 abitanti situato nel dipartimento dell'Aude nella regione dell'Occitania.

## Società

### Evoluzione demografica
Abitanti censiti